# Parque Nacional Bungonia

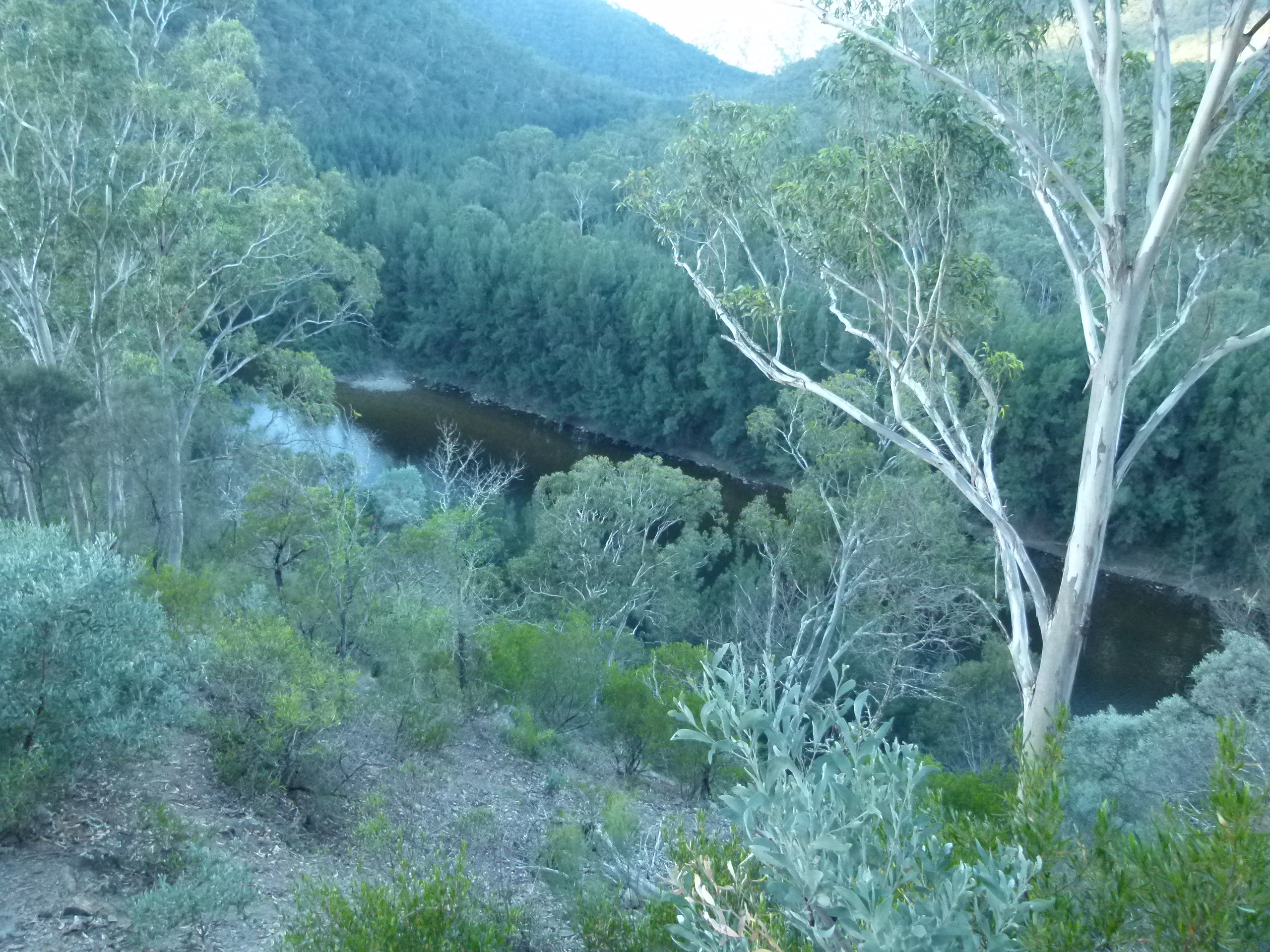
Imagem do Parque Nacional Bungonia

O Parque Nacional Bungonia é um parque nacional protegido localizado no estado australiano de Nova Gales do Sul, a cerca de 40 quilômetros (25 mi)  a leste da cidade de Goulburn e 122 quilômetros (76 mi) a sudoeste de Sydney. Os cerca de 15 quilômetro quadrados (5,8 sq mi) do parque fazem fronteira com a Área de Conservação do Estado de Bungonia, ao sul, o Parque Nacional de Morton, a leste, e a Bungonia Creek, a norte. Apenas uma adição relativamente recente ao registo de parques nacionais, Bungonia foi originalmente protegido como uma reserva de água para evitar a contaminação do rio Shoalhaven em meados do século XIX.
O parque é administrado pelo Serviço Nacional de Parques e Vida Selvagem de Nova Gales do Sul (NPWS), que mantém vários acampamentos e trilhos para caminhada por todo o parque. O parque é mais famoso pelas suas muitas cavernas e desfiladeiro, que oferecem uma variedade de oportunidades de escalada e canyoning. O Parque Nacional de Bungonia também é notável pela sua posição em uma cadeia de parques nacionais que se estendem pela secção central de Nova Gales do Sul da Great Dividing Range, incluindo o Parque Nacional Morton, o Parque Nacional Budawang e o Parque Nacional Bimberamala.